# Sutéens

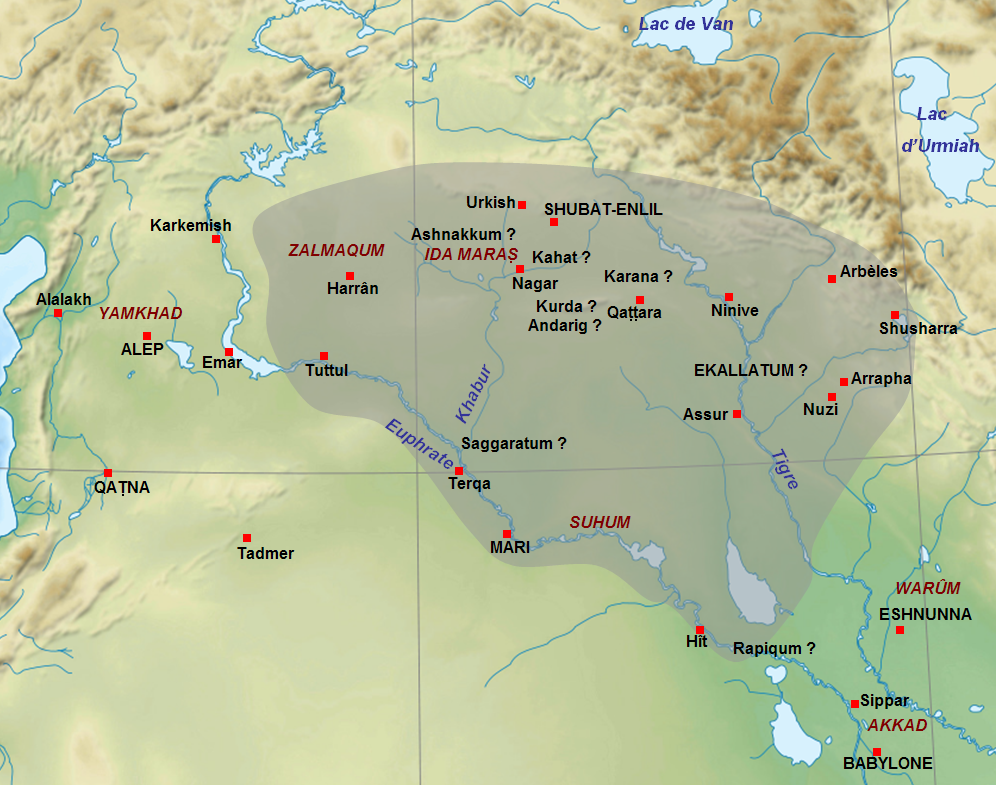
Carte de la Mésopotamie pendant le royaume de Shamshi-Adad I montrant l'emplacement de Suhum, la patrie des Sutéens.

Les Sutéens (akkadien : Sutī'ū, peut-être de l'amoréen: Š e tī'u) étaient un peuple sémitique qui vivait dans tout le Levant, Canaan et la Mésopotamie pendant la période Haute  babylonienne. Contrairement aux Amoréens, ils n'étaient pas gouvernés par un roi. Ils étaient célèbres dans la poésie épique sémitique pour être de féroces guerriers nomades, Pendant le règne de Zimri-Lim (vers 1775–1761), ils habitaient les environs de Terqa. Ils sont mentionnés dans huit des 382 lettres d'Amarna.
Comme les Habiru, ils travaillaient traditionnellement en tant que mercenaires et étaient parfois appelés Ahlamu. Ils sont répertoriés dans des documents de l'Empire médio-assyrien (1395-1075 av. J.-C.) comme existant dans la ville amorite d'Emar, dans ce qui est aujourd'hui le nord-est de la Syrie. Avec d'autres peuples sémitiques, les Chaldéens et les Araméen, ils ont envahi des pans entiers de la Babylonie vers 1100 av. J.-C. Ils ont finalement été conquis par l'Assyrie, avec le reste de la Babylonie,[page à préciser].

## Histoire

### Âge de bronze
L'une des premières références connues aux Sutéens provient d'un rapport d'une attaque sutéenne sur Qatna et Tadmor à l'époque du règne de Shamshi-Adad I (vers 1808–1776 av. J.-C.). Dans un autre cas, Shamshi-Adad avertit son fils, Yasmah-Addu, que 1'000 Sutéens se dirigeaient vers Yabliya. Sous le règne de Zimri-Lim (vers 1775–1761), les Sutéens semblent être impliqués dans une vente d'esclaves avec un gouverneur mariote. Leur chef, Hammi-Talu, a également rendu quelques services à Mari. Ils semblent également avoir payé une taxe sur les moutons à Mari pour utiliser eux-mêmes les pâturages en tant qu'éleveurs de moutons. Néanmoins, ils attaquaient aussi fréquemment les domaines de Mari, ce qu'ils considéraient comme une hégémonie mariote injuste sur leurs territoires à Suhum.
À l'époque d'Hammourabi, les Sutéens attaquent les environs de Larsa après la conquête de la ville par Hammourabi, mais il utilise plus tard leur service comme messagers. Les Sutéens ont servi de guide durant l'empire assyrien pour diriger les voyageurs dans les steppes et sur les routes médianes de Mésopotamie.
Vers 1350 av. J.-C., les Sutéens sont mentionnés dans les lettres amarniennes. Une lettre mentionnant les Sutéens est intitulée En attendant les paroles du Pharaon, de Biryawaza de Dimasqu-(Damascus) à pharaon : « Je suis en effet, avec mes troupes et mes chars, avec mes frères, mon 'Apiru et mes Sutéens, à la disposition des archers, partout où le roi, mon seigneur, ordonnera (de me rendre). » Cet usage de Habiru et des forces mercenaires externes est un peu atypique dans les lettres d'Amarna. Cette lettre les cite comme étant nécessaires et bénéfiques aux efforts de Biryawaza.

### Âge de fer
Au cours de l'âge du fer, certains Sutéens se sont installés en Chaldée avec les tribus migrantes chaldéennes, araméennes et peut-être arabes.

## Langue
La langue sutéenne n'a été attestée dans aucun texte écrit, mais semble avoir été sémitique. Ceci est connu à travers des noms individuels et des onomastiques tribaux, dont la plupart semblent être akkadiens et amorites, tandis qu'un petit pourcentage semble n'être ni l'un ni l'autre mais appartenant à une langue sémitique. Ces onomastiques incluent le nom d'une tribu, Almutu, et le guerrier sutéen présenté dans les textes ougaritiques du XIIIe siècle av. J.-C., Yatpan. Wolfgang Heimpel émet l'hypothèse que les Sutéens ont peut-être parlé une langue proche de l'araméen plus récent ou encore de l'arabe.
Selon Diakonoff Suteans et le nom biblique Seth (en hébreu : שֵׁת, moderne : Šēt, tibérien : Šēṯ, « placé, nommé ») dérivent de la même racine.